# Инаугурация Франклина Рузвельта (1933)
Инаугурация Франклина Делано Рузвельта в качестве 32-го Президента США состоялась 4 марта 1933 года. Одновременно к присяге был приведён Джон Гарнер как 32-й вице-президент США. Президентскую присягу проводил Председатель Верховного суда США Чарльз Эванс Хьюз, а присягу вице-президента принимал уходящий вице-президент Чарлз Кёртис.
Это была последняя инаугурация, которая состоялась в установленный Конституцией день 4 марта, принятая в январе этого же года Двадцатая поправка к Конституции США перенесла день инаугурации на 20 января. В результате первый срок полномочий Рузвельта и Гарнера был короче обычного срока на 43 дня. Это был также последний раз, когда вице-президент принял присягу в зале Сената.
Инаугурация состоялась после уверенной победы демократа Рузвельта над действующим президентом-республиканцем Гербертом Гувером на президентских выборах 1932 года. Поскольку страна находилась на пике Великой депрессии, инаугурационную речь Рузвельта ждали с большим нетерпением. Транслируемая по всей стране по нескольким радиосетям, речь была услышана десятками миллионов американцев и подготовила этап для срочных усилий Рузвельта по реагированию на данный кризис.
Во время церемонии Рузвельт был одет в утренний пиджак и полосатые брюки, и принял присягу, положив руку на свою семейную Библию, открытую на Первом посланим к Коринфянам. Опубликованная в 1686 году на голландском языке, она остаётся самой старой Библией, когда-либо использовавшейся на церемонии инаугурации, а также единственной не на английском языке, и первоначально использовалась Рузвельтом для его инаугураций в 1929 и 1931 годах в качестве губернатора Нью-Йорка, а затем для трёх последующих президентских инаугураций в 1937, 1941 и 1945 годах.

## Галерея

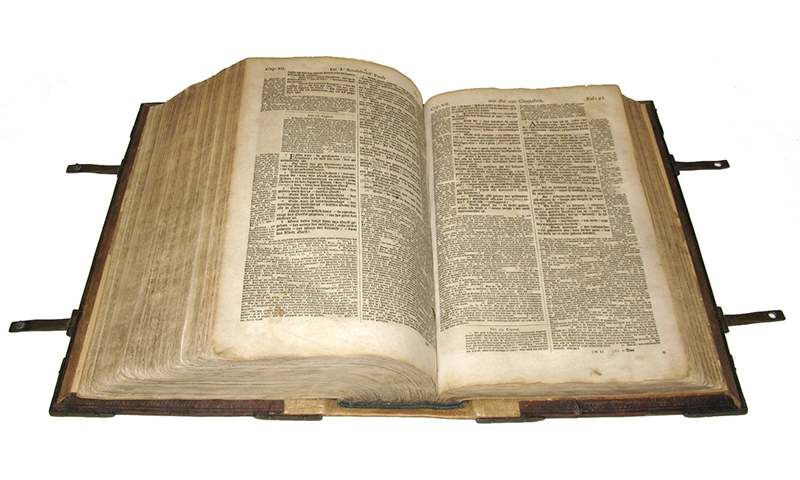
Инаугурационная Библия Франклина Рузвельта
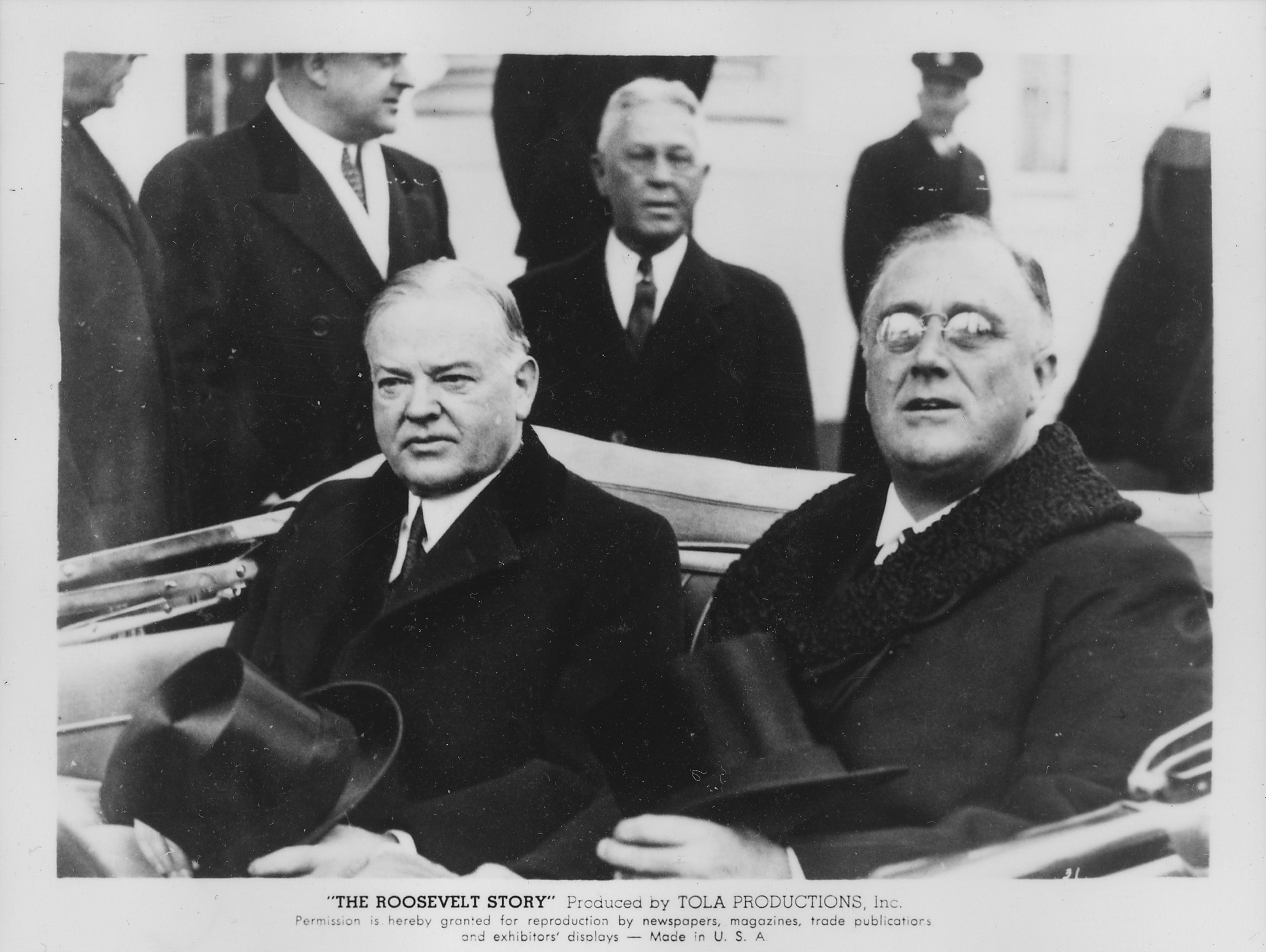
Президенты Гувер и Рузвельт в день инаугурации
Инаугурационный парад
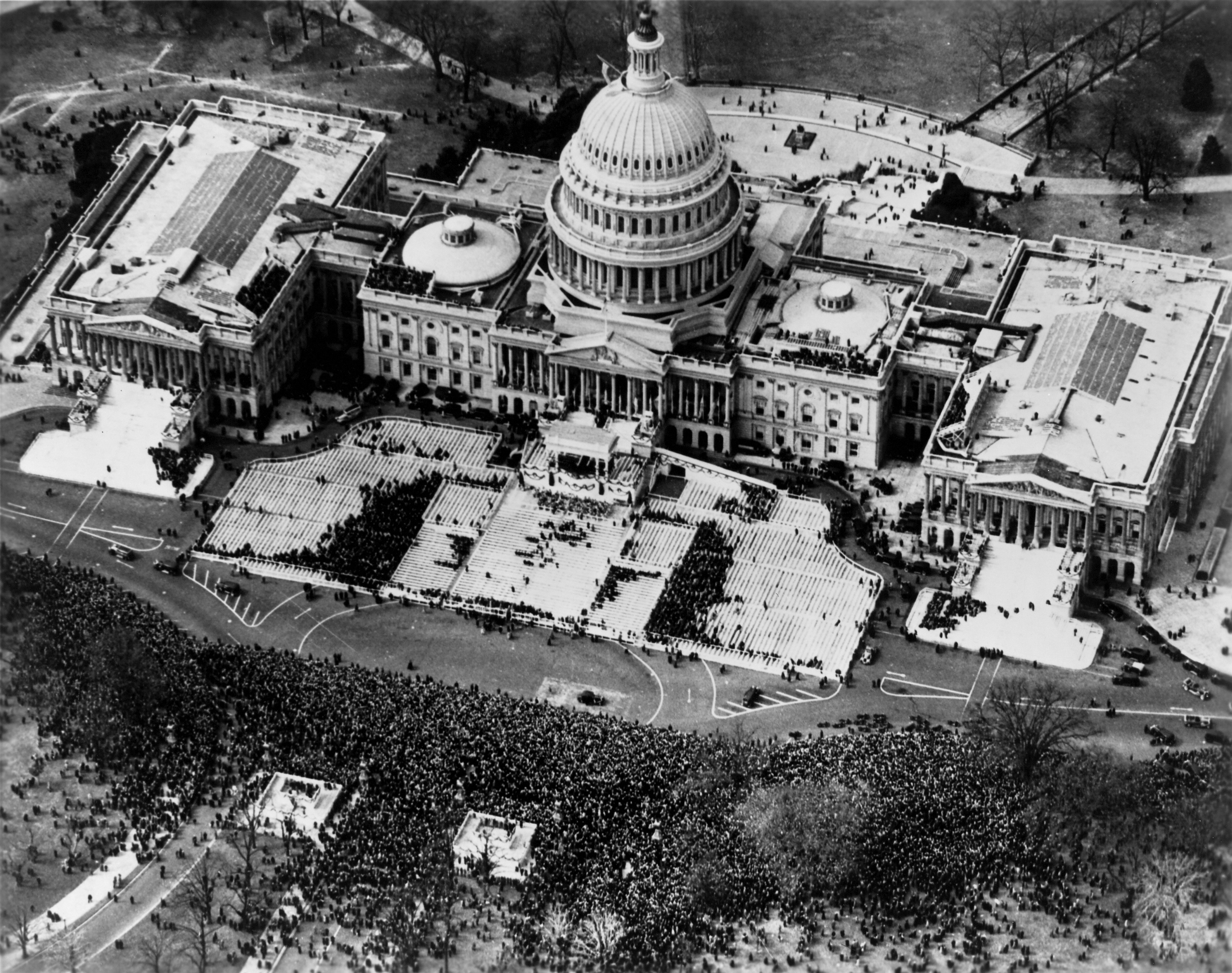